# Mojkovac
Mojkovac (srbsky Мојковац) je město v severní části Černé Hory. Je centrem stejnojmenné opštiny a žije zde 4 120 obyvatel. Leží na břehu řeky Tary v horské krajině, je obklopen pohořími Bjelasica a Sinjajevina. Prochází tudy železniční trať Bělehrad – Bar.

## Historie
Mojkovac vznikl během vlády krále Uroše I. v letech 1242–1276. Byl centrem tehdejší župy Brskovo, která byla součástí království Raška.
Obyvatelstvo Mojkovace se v té době věnovalo také těžbě rud. V Brskovu se razily stříbrné mince. Obchodníci přijížděli do Mojkovace z Kotoru, Nového Brda (v dnešním Kosovu a z Dubrovnické republiky.
Oblast dnešní opštiny Mojkovac byl po několik set let součástí Osmanské říše. Po Berlínském kongresu připadl levý břeh řeky Tary Černé Hoře, zatímco pravý břeh byl až do roku 1912 součástí Turecka.
Na Vánoce 1916 zde proběhla Bitva o Mojkovac, kde se střetla armáda Srbska a Rakousko-Uherska. Během druhé světové války zde padlo 348 obyvatel. 7 z nich bylo po skončení války označeno za "národní hrdiny".

## Kultura a infrastruktura
Město má vlastní základní a střední školu, kulturní centrum s hlavním sálem s kapacitou 300 míst, knihovnu s čítárnou a místem pro workshopy. V kulturním centru se každoročně koná filmový festival Mojkovacký filmový podzim.
Mojkovac má vlastní zdravotní dům.

## Ekonomika
Hlavním průmyslovým odvětvím v Mojkovaci je dřevozpracující průmysl, úprava kovů, výroba výrobků z kůže a textilu. Soukromý sektor činí okolo 200 registrovaných společností a živnostníků, celkem v něm pracuje okolo 300 lidí.

## Turistika
Město Mojkovac plánuje rovněž i rozvoj v oblasti turistiky (okolní hory jsou velmi dobře přístupné a město je dostupné vlakem ze zbytku Černé Hory i z nedalekého Srbska. 13 km severozápadně od města začíná národní park Durmitor. Ve městě se nachází jeden hotel (Palas), uzavřený a motel.
Mezi kulturní památky Mojkovace patří nedaleký klášter sv. Jiří u obce Dobrilovina, který je poprvé připomínán v roce 1592. Další kostely ve městě a jeho okolí jsou: Kostel sv. archanděla Michaela ve Štitarici, kostel svaté Petky v Sinjajevině, kostel sv. Trojice v Prošćenji, původem z 12. století.

## Doprava
Městem prochází jedna z mála železničních tratí v Černé Hoře, nádraží má město od roku 1975. Rovněž tudy vede i silnice M-2, která spojuje Srbsko s Černou Horou. Další silniční tahy z Mojkovace vedou i do měst Pljevlja a Žabljak.
Město své vlastní letiště nemá, nejbližší se nachází 105 km daleko v metropoli Podgorici.

## Významní rodáci
- Duško Marković, černohorský politik
- Milovan Đilas
- Miodrag Božović
- Dragiša Madžgalj
- Nebojša Bogavac
- Darko Stanić
- Stefan Savić
- Danijel Furtula